# Chlorophorus aspertulus
Chlorophorus aspertulus là một loài bọ cánh cứng trong họ Cerambycidae.